# Rowena Webster

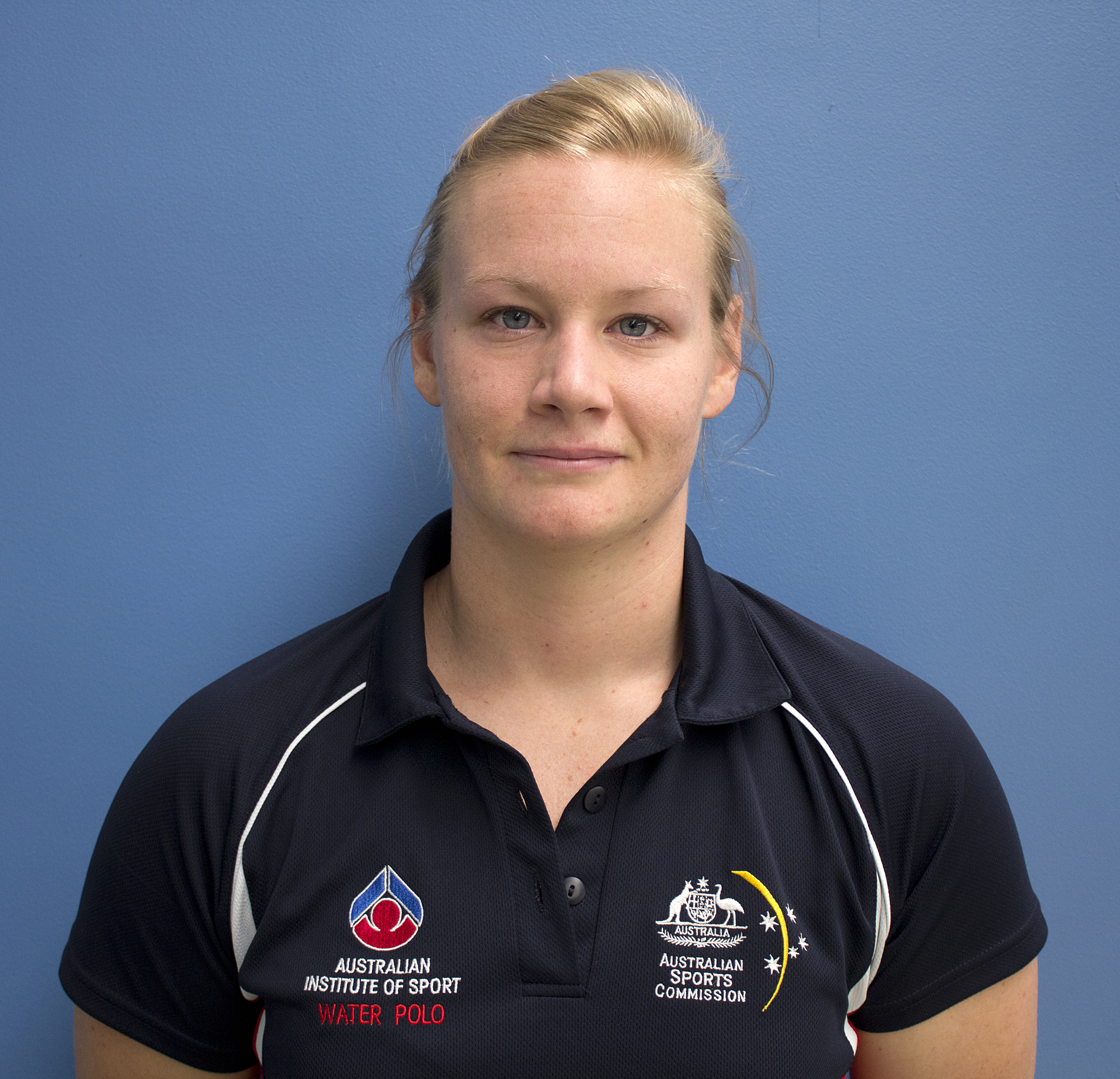
Rowena Webster.

Rowena Webster (nacida el 27 de diciembre de 1987 en Melbourne, Victoria) es una jugadora de waterpolo de Australia. Ha asistido a la Korowa Anglican Girls' School y a la Universidad Estatal de Arizona. En su adolecensia, jugó fútbol australiano y practicó surf para salvar vidas. Comenzó a jugar waterpolo a la edad de diez años. Ella ha jugado para el Richmond Tigers, el equipo del Estado de Victoria, de la Universidad Estatal de Arizona y un equipo profesional en Grecia. Ha representado a Australia como miembro del equipo femenino de waterpolo nacional de Australia tanto en el ciclo de la secundaria y de nivel superior. Ella ha ganado medallas de oro en la Copa Canadá 2011, y los Campeonatos Mundiales Junior FINA 2007. Ella ganó una medalla de plata en las Finales Mundiales FINA 2010 de la Súper Liga. Ganó la medalla de bronce en la Copa Mundial Femenina de Waterpolo FINA 2010 y las Finales de la Súper Liga Mundial FINA 2009. Ella es una de las diecisiete jugadoras que lucharon por trece puntos para representar el país en los Juegos Olímpicos de 2012 en waterpolo.

## Vida personal
Webster nació el 27 de diciembre de 1987 en Melbourne, Victoria. Su abuelo era Warwick Wathen, que compitió en la Copa Davis como junior. Su madre es un fisioterapeuta. Ella tiene una hermana que también juega waterpolo, pero su hermana no ha representado a Australia en el equipo nacional.
Ella es abiertamente lesbiana.